# 日本大学第一中学校・高等学校
日本大学第一中学校・高等学校（にほんだいがくだいいちちゅうがっこう・こうとうがっこう、英: Nihon University Daiichi Junior & Senior High School）は、東京都墨田区横網一丁目にある「学校法人 日本大学第一学園」が設置する男女共学の私立中学校・高等学校。日本大学が付属校として最初に設置した学校である。創立110年を超える歴史を持つ「日本大学筆頭付属校」である。通称は「日大一中・日大一高」、「日大一」と呼ばれているが、単に「一高(いちこう)(いっこう(男子校時代)」と呼ばれることもある。

## 概要
1889年（明治22年）設立の日本法律学校を起源とする日本大学は、神田三崎町に新校舎を建築移転後、中等教員養成を目的に高等師範科（1903年高等師範部に改称、現在の文理学部）を設置する。
明治後期になると中等教育普及の重要性が国民教育振興の観点から中学校の誕生を強く叫ばれるようになり、こうした状況に日本大学常任理事の石渡敏一は、国家の要請する中等教育普及に役立ち、大学の経営面にも寄与し、そして高等師範部学生の教育実習の場の必要性と日本大学の教育理念を実現し大学教育の成果向上には一貫教育が重要と考え、1912年（大正元年）付属中学校設立の計画を立てる。
しかし、併設でなく新設となると財政面等で簡単なことではなかった。それでも時の日本大学初代学長（初代総長）松岡康毅は新設推進に踏み切り、石渡敏一が付属中学校設立の中核となって日本大学幹事加納金助とともに創立の準備をする。
その後、設立起案が整い大学理事会の承認を経、文部大臣の設立認可を得て　1913年（大正2年）2月、日本大学最初の付属校として東京・神田三崎町の日本大学構内に日本大学中学校として創立。この日本大学中学校が、現在の日本大学第一中学校・高等学校の前身である。
設立当初は経営費が乏しく校舎・校庭も狭隘で困難な開校であったが、教育熱心な教職員を揃えられ、入学生徒も成績優秀でおしなべて温順であったことは歴史の一端である。2代校長には、日本法律学校第1回卒業生で首席卒業し衆議院議員でもあった荒川五郎が就任。荒川は毎朝校門で生徒を出迎えるなど、教育熱心な名校長として生徒から慕われていた。
1924年(大正13年）9月、日本大学中学校内にて同年3月に開校していた日本大学工学校を吸収し日本大学商工学校が設立される。中学校が昼間に使用した校舎を利用し夜間に授業が行われていた。
1924年（大正13年）に現在地へ移転し、1927年（昭和2年）には敷地内に夜間授業であるものの、卒業生には高等教育機関への進学資格も得られる日本大学商業学校を併設した。なお、戦前の日大の組織内では、各付属中学校・商業学校は「普通部」と称し、一中と一商は「第一普通部」としてまとめられていた。
1946年（昭和21年）、第二次世界大戦後の財閥解体・集中排除という一連の政策の影響により日本大学より分離独立し、別法人となっている。現在は日本大学の特別付属校であり、学校法人日本大学第一学園が経営している。日本大学の特別付属校には同校の他に日本大学第二中学校・高等学校、日本大学第三中学校・高等学校および同学校法人が経営する千葉日本大学第一中学校・高等学校がある。
両国という場所柄もあって、かつては角界関係者の子弟も多く在学していたという。なお、現在地は幕府の御米蔵である本所御蔵があり約4万4千坪の敷地に37棟もあったとされる。明治時代に入り陸軍本所被服廠となり、現在は伝統と文化に彩られた街「両国」として庭園や博物館に囲まれ古寺など数多くの歴史的建造物が残る情緒豊かな街並みである。

## 組織
学校法人日本大学第一学園が経営し同学園には小学校も併設され、小学校卒業後は日大一中あるいは千葉日大一中に進学する。日本大学との連携教育による小中高の一貫校である。

## 基礎データ

### 教育の理念
日本大学建学の精神（自主創造）および本校の校訓「真・健・和」にもとづき絆を重んじ、良き生活習慣をもった次世代人を育成することである 。

### 校章
日本大学（1903年制定）と全く同じ「5弁桜花・葉枝・三本蕾」の桜章を使用し、それを台にして、高校は中央に「一高」の二字、中学校については「一中」の二字ではなく旧字の「中學」を置く。これは日本大学中学校の名もと1913年の創立時に制定されたものを現在もなお使用しているためである。この「桜・葉・蕾」の日本大学桜章は、日本大学第一学園、日本大学第二学園、日本大学第三学園の特別付属校のみが使用している。それ以外の付属校は、日本大学予科の校章として作成されたものを学制改革で予科が廃止されたあと日本大学付属校の統一された校章として継承し使用している。

### 校旗
校旗は1913年の日本大学中学校創立時に制定され、図柄は一面が校歌の歌詞にある「真紅」を地にして中央に金色の校章を据えてある。これは、母体である日本大学の校旗を模したもので、中央の二字をおきかえただけの違いである。当初日本大学ではスクールカラーを「紅（こう）」としていたが、1958年(昭和33年）にあらためて「緋」色と定められた。そのため現在は「緋色」である。一般的には「ピンク（桜色）」の認識が強く応援旗などは桜色である。

### 校風
旧制中学校からの伝統を受け継ぎ、自主性を重んじて比較的のびのびとした校風である。代々にわたって日大一高出身という生徒もいる。

### 校歌
1918年に制定。作詞は日本大学中学校、作曲は上野学園創立者石橋蔵五郎。学校創立時(1913年)の翌々年に校歌制定が議論され、歌詞には生徒の希望や理想を表現するようにしたいと考え第1回卒業で詩人の田中準ら生徒全体に呼び掛け公募とし、多くの候補の中から「理想」の姿を巧みに取り入れ歌詞をまとめていった。その構成作詞を国語担任で後に法政大学名誉教授となり作家の青木健作が担い遂に誕生したのである。洋々たる隅田川の流れに大東京の郷愁と永遠性がテーマで、詞の４番に「隅田川」の文字が見られるがこれは、神田三崎町時代に作詞されたものであり、現校地である本所横網町と照らして特異な意義と縁を感じる。こうして誕生したのが100年超を経た現在もなお歌い継がれている。
式典時には1番と4番が主に歌われる。

## 交通
- JR総武本線 両国駅徒歩5分
- 都営地下鉄大江戸線 両国駅A1出口より徒歩1分
- 都営バス  門33 都営両国駅前（江戸東京博物館前）下車

## 沿革
- 1889年（明治22年）- 日本法律学校創立。
- 1912年（大正元年） - 松岡康毅日本大学初代学長（初代総長）の命により付属中学校の設置を決定。

- 1913年  (大正2年)   - 日本大学最初の付属校として、日本大学中学校が現在の東京都千代田区神田三崎町にて開校。昼は中学校、夜は大学で校舎を共同使用していた。
- 1924年（大正13年）- 大学の設備拡充にともない、現校地に移転。3月に日本大学工学校（夜間2年半の乙種実業学校）が併設されるが、9月に日本大学商工学校（夜間2年半の乙種実業学校）が誕生、工学校を吸収する。
- 1927年（昭和2年）  - 日本大学商業学校が開校。夜間4年制の甲種実業学校であった。商工学校の工学科は日本大学高等工学校（理工学部の前身）に移管される（その後、日本大学工業学校などを経て日本大学習志野高等学校に発展）。
- 1941年（昭和16年）- 日本大学第一中学校、日本大学第一商業学校と改称。
- 1944年（昭和19年）- 戦時統制により商業学校を募集停止し、日本大学第一工業学校に転換する（翌年商業学校に復帰）。
- 1946年（昭和21年）- 日本大学から経営面で分離し、財団法人日本第一学園に移管される。[5]中学校、商業学校はそれぞれ日本第一中学校、日本第一商業学校に改称する。
- 1947年（昭和22年）- 学制改革により、新制の日本第一中学校が設置される。
- 1948年（昭和23年）- 新制の日本第一高等学校が設置される。旧制商業学校は定時制（1964年廃止）に改組。
- 1950年（昭和25年）- 日本大学第一中学校・高等学校に改称。
- 1951年（昭和26年）- 私立学校法に基づき学校法人日本第一学園に変更。
- 1962年（昭和37年）- 創立50周年記念事業の一環として千葉県船橋市習志野台に総合運動場並びに野球場を設置。
- 1968年（昭和43年）- 千葉県船橋市に分身校として千葉日本大学第一高等学校設立、2年後に中学校も設立。
- 1973年（昭和48年）- 第二中・高、第三中・高と共に、「特別付属校」としての地位を確立する。
- 1997年（平成9年） -  4月より男女共学開始。
- 1999年（平成11年）- 詰襟制服からブレザーに変更。
- 2000年（平成12年）- 学校法人名を日本第一学園から日本大学第一学園に変更する。
- 2012年（平成24年）- 創立100周年記念式典および学園祭を挙行。

## 校舎の変遷
- 1913年(大正2年)-1920年(大正9年)：東京市神田区三崎町(現千代田区神田三崎町、日本大学本館)が日大一中・日大一高発祥の地である。[6]1885年(明治28年)7月、日本法律学校として初の独立校舎を新築（1901・1902年増築し平屋建から2階建になる）。1912年(大正元年)末頃から改築工事を開始し、1913年(大正2年)4月、一部3階建として増築した校舎を昼は中学校、夜は大学で使用していた。[7]
- 1920年(大正9年)-1924年(大正13年)：1920年、日本大学校舎内の日本大学中学校三崎町校舎新増築。1922年、日本大学が昼間学生の募集を始めると教室の不足が生じ移転を検討する。千坪以上の敷地を求めるのは生易しいものではなかったが、本所横網町に空地があることを知り候補とする。しかし、同地は逓信省、東京市、民間団体からの希望が続出し競争は熾烈を極める。そして、購入予約となり敷地面積が調整されたものの晴れて現校地となった。
- 1924年(大正13年)-1982年(昭和57年)：本所区横網町8番地に鉄筋3階建新校舎落成、1924年10月15日移転完了。校舎正面玄関上部の外壁3階部分に日本大学中学校の校章が掲げられていたが、その校章は現在生徒通用の正面玄関に燦然と今も輝き飾られている。1937年(昭和12年)創立25周年記念大講堂・武道場・7教室等落成。1959年(昭和34年)創立50周年記念に大講堂等鉄筋コンクリート地下1階地上5階の増築工事に着手翌年2月落成。
- 1982年(昭和57年)-現在：日本大学理工学研究所に設計を依頼し新校舎一期工事鉄筋8階建校舎竣工。1992年(平成4年)、第二期工事鉄骨鉄筋コンクリート造9階建校舎竣工。

## 行事

### 中学校
- 4月

入学式（1年）、新入生ガイダンス（1年）、レントゲン・心電図（1年）、部活動・同好会紹介（1年対象）、始業式、対面式、スペリングコンテスト（2,3年）、頭髪服装検査、写真撮影、生徒会長立候補立会演説・生徒会長選挙、新入生歓迎芸術祭（1年対象）、保護者会、学力推移調査
- 5月

体力測定、健康診断、スポーツテスト、宿泊研修（1年）、イングリッシュキャンプ（2年）、修学旅行（3年）、教育実習（約2週間）、尿検査、1学期中間（第1次）試験、豪語学研修第1回参加者説明会
- 6月

英語検定、父母の会評議委員会・総会、保護者面談
- 7月

1学期期末（第2次）試験、豪語学研修第2回参加者説明会、成績処理、成績指導、終業式、夏休み（〜8/31まで）、夏季学校（1年）、オーストラリア語学研修（2,3年の希望者）
- 8月

夏期合宿（各部）
- 9月

始業式、櫻墨祭（文化祭）、学力推移調査
- 10月

櫻墨祭（体育祭）、漢字検定、2学期中間（第1次）試験
- 11月

保護者面談、合唱祭
- 12月

2学期期末（第2次）試験、成績処理、成績指導、終業式、冬休み
- 1月

始業式、スキー教室（2年）、英検
- 2月

入学試験（小6）、創立記念日（2/14）、数学検定
- 3月

学年末試験、成績処理、成績指導、卒業式（3年）、修了式（1,2年）、春休み（新入生,新2年,新3年）

### 高等学校
- 4月

入学式（1年）、新入生ガイダンス（1年）、レントゲン・心電図（1年）、部活動・同好会紹介（1年対象）、始業式、対面式、スペリングコンテスト（2,3年）、頭髪服装検査、写真撮影、生徒会長立候補立会演説・生徒会長選挙、新入生歓迎芸術祭（1年対象）、保護者会（1年）、スタディーサポート、日本大学基礎学力到達度テスト、保護者会（1年）
- 5月

体力測定、健康診断、保護者会（2,3年）、スポーツテスト、宿泊研修（1,2年）、志望理由書講座・生徒対象進路説明会（3年）、教育実習（約2週間）、尿検査、1学期中間（第1次）試験
- 6月

英語検定、父母の会評議委員会・総会、進研マーク模試（3年難関大進学クラス生）、日大チャレンジ特別進学模試（3年日大進学クラス生）、保護者面談、進研記述模試（1年希望者、2,3年日大クラス希望者、2,3年難関大クラス生）
- 7月

保護者会（1年）、1学期期末（第2次）試験、CASプログラム（1年）、成績処理、成績指導、終業式、夏休み（〜8/31まで）、夏期講習
- 8月

夏期合宿（各部）、夏期講習
- 9月

始業式、スタディーサポート、櫻墨祭（文化祭）、基礎学（3年）
- 10月

櫻墨祭（体育祭）、漢字検定（1年）、2学期中間（第1次）試験（1,2年）
- 11月

保護者面談（1,2年）、修学旅行（2年）
- 12月

2学期期末（第2次）試験、成績処理、成績指導、終業式、冬休み
- 1月

始業式、日大チャレンジ特別進学模試（1,2年）、英検
- 2月

入学試験（中3）、独立記念日（2/14）、数学検定
- 3月

学年末試験（1,2年）、成績処理、成績指導、卒業式（3年）、修了式（1,2年）、春休み（新入生,新2年,新3年）
- - 1974年（昭和49年）の文化祭から「櫻墨祭」と称される。毎年9月の最終土曜・日曜に行われる事が多く、生徒以外の一般参加者や翌年の受験予定者などが多く見学に来る。
  - 1921年（大正10年）第1回海浜学校（夏季学校）を千葉県興津にて開校し以後伝統行事となる
  - かつては、全校競歩大会（中・高）、全校マラソン大会（中・高）、校内弁論大会、校内珠算競技大会、校内卓球大会、全校柔道大会、映画教室、スケート教室等が開催されていた

## 部活動
同校には26の部活動と6の同好会がある。なお、同校HPには現在は廃会になった同好会の活動概要も含まれている。
- 陸上部は、旧制中学校時代に報知新聞主催中等学校駅伝競走で、学校としては初めての優勝旗獲得という快挙を果たす。マラソンや駅伝が盛んで上位の成績を収めていた。
- 柔道部は、学校創立の母体が日本大学であり大学と同居していた関係上、道場も同じであったため技術も自ずと向上し、柔道家として指導をしていた三船久蔵名誉範士や伊藤四男範士の指導を仰ぐ。その伝統を承継し関東大会12年連続出場（1974～1985年）、全国大会5年連続出場（1969～1973年）という記録を残している。
- 剣道部は、学校設立時から活動し、剣士として有名な高野佐三郎名誉範士の指導もありその伝統を今も受け継ぐ。OBには高野名誉範士の息子高野弘正がおり、過去に関東大会出場、全国大会出場などの歴史がある。
- 野球部は、全国大会（甲子園）に春夏通算10回の出場。特に東西の大会に分かれる以前の単独東京大会として最後の東京代表校であり、伝説の速球派左腕、保坂英二を擁しての4年連続出場（1968～1971年）は戦後の1945年（昭和20年）以降で参加校が三桁になってからは最多記録である。
- アメリカンフットボール部は、1954年「第1回全国高校タッチフットボール大会」に出場し、全国大会5年連続出場（1968～1972年）の輝く伝統を誇る
- 軟式野球部は、2006年（平成18年）に全国大会出場、国体出場を果たし、2007年以降の全国高校軟式野球選手権東京大会では準優勝1回、ベスト4が4回、ベスト8が1回、ベスト16が1回とほぼ1年おきに準決勝ベスト4まで進出していた。また、2014年には秋季大会優勝で関東大会出場、2007年にも春季関東大会に出場している。
- 卓球部は、1954年の全国大会東京代表になると、1959年は関東大会で優勝し関東大会10年連続東京代表（1959～1968年）となる。全国大会も10年連続出場（1959～1968年）し、1967年は全国大会で初めて日大一高に団体戦での優勝旗を持ち帰る。1972年（昭和47年）は全国大会で準優勝している。
- 水泳部は、1956年に関東大会出場、1977年関東大会優勝しインターハイ出場選手も出していた
- ゴルフ部は、全国大会6年連続出場（1987～1992年）、中学校は全国大会9年連続出場（1993～2001年）を果たしている
- 弁論部は、1919年（大正8年）に創部され各大会に参加し、過去には「加納杯争奪中央日本地区弁論大会」を主催していた
- 音楽部は、かつて同部の前身にあたる「ハーモニカソサイエティー」部門があり、日本大学と合同で活動していた。ハーモニカソサイエティーを当時中学校で結成したのは本校が初めてである
- ギター部は、全国大会「軽音フェスティバル」出場

### 部活動・同好会一覧
文化系
- 音楽部-1922年(大正11年)創部
- 写真部
- 弁論部
- 書道部
- ECC（英語通信部）
- 歴史部-1931年(昭和6年)創部
- 物理部
- ギター部
- 演劇部
- 美術部-1923年(大正12年)創部

体育・運動系
- 陸上部
- 硬式野球部
- 柔道部
- 剣道部
- テニス部-関東大会出場
- 卓球部
- バスケットボール部
- バレーボール部-国体出場(1974年)
- 水泳部
- アメリカンフットボール部
- 中学野球部
- 軟式野球部
- サッカー部
- ゴルフ部
- ダンス部-全国ダンスコンクール出場
- チアリーダー部-全国大会出場

同好会
- バドミントン同好会
- イラスト同好会
- TRAIN同好会
- 合唱同好会
- マジック・ジャグリング同好会
- 釣り人同好会

### かつて存在した部活動
- 端艇部（ボート部）は、1921年（大正10年）創部。大学にあった部の影響で創部はされたものの、費用等の問題で1945年以前に姿を消した。モットーは、日本大学端艇部のものをそのまま受け継いだもので「ボート漕ぐなら泣かずに漕ぎな　ボート気で漕ぐ腹で漕ぐ」であった。校内大会も開催されていた。
- 弓道部も大学の影響で存在し、根矢熊吉師範から指導を受けていたが、本所横網校舎に移転し数年後に終焉を告げた
- 馬術部は、旧制中学校時代に退役将校の先生方が指導にあたり一時期は活発に活動をしていた
- 角力部（相撲部）は、三崎町校舎から本所横網校舎に移転直後は土俵がなくなったっものの、しばらくして校庭北側に土俵開きとなったが、1945年の戦後まもなく姿を消した
- 庭球部は、1922年（大正11年）に創部。校庭ばかりでなく錦糸公園のコートを借りて練習に励んだり強化合宿を行うなどで鍛えられ、東京都代表として3年連続関東大会出場、1975年には三重国体出場をするなど活躍していた。
- 応援部は、1954年（昭和29年）に創部され、名称が「応援部」、「応援団」、「応援委員会」とその時代で変化したが、一貫して母校の士気高揚と校風の振興に努めていた。体育祭での各部対抗リレーでは、詰襟学制服に革靴と桜色の大校旗を掲げて走行をしていた。1996年（平成8年）共学化の前年に42年の幕を閉じた。

文化系
学芸部、数学部、文芸部、生物部(理科部)、地学部、化学部-1914年(大正3年)創部、地理部-1932年(昭和7年)創部、珠算部、図書部-1925年(大正14年)創部、保健衛生部、新聞部、交通班、映画部-1934年(昭和9年)創部、インターアクト部
体育・運動系
弓道部、馬術部、角力(相撲)部、端艇部、山岳スキー部、庭球部、体操部、サイクルツーリング部、応援部
同好会
吟詠会、喇叭（ラッパ）隊、博物會、スキー同好会、ラグビー同好会、映画同好会、模型同好会、アニメーション同好会、天文同好会、技術工作同好会、ボーリング同好会、デザイン同好会、文芸同好会、放送同好会、史跡研究同好会、茶道研究同好会、将棋同好会、英語ディベート同好会

## 制服
- 冬服 - 男子：ブレザー、女子：ブレザー
- 夏服 - 男子：ワイシャツ、女子：ブラウス

※夏服用のスラックス、スカート、ニットベスト等は自由購入
男子校時代
- 制服： 紐革靴に、中学校は金ボタン5個の紺詰襟、高校は金ボタン5個の黒詰襟（標準型学生服）とされ、襟の部分をつなげるホックを襟元まで常に締めて着るなど制服の規律正しい着こなしが指導されていた。また、中学生は伝統だった「中學」の校章入り白い布製の肩掛け鞄を着用していた。
- 襟章： 日本大学の象徴である桜花を形どり、銀色で縁取られた高校の「高」の文字入りで、色は学年別に赤・紫・緑となっていた。黒詰襟の右襟に着用され、左襟にはクラスの単位を意味する白地のアルファベットを着用していた。
- 制帽（丸帽型）： 中学校は旧字「中學」の二字入り校章を装着した紺の標準型学生帽を全員着用。高校は「一高」の校章を装着した黒の標準型学生帽を着用。主に野球部が帽子を着用し上級生になると校章がより目立つように形を変形させていた。また、帽子のあご紐を止める金具形状は、中学校・高校とも襟章と同様の桜花をかたどり、金色のものでそれぞれ「一中」「一高」の二字が入っていた。

## 近隣に存在する施設
- 江戸東京博物館
- 両国国技館
- 第一ホテル両国
- 安田学園中学校・高等学校
- 旧安田庭園
- 両国屋内プール
- 同愛記念病院
- 回向院
- 相撲部屋
- 両国橋

## 著名な卒業生

### スポーツ
- 大羽進 - 元プロ野球選手
- 小林正之 - 元プロ野球選手
- 桜井憲 - 元プロ野球選手
- 保谷俊夫 - 元プロ野球選手
- 宇野輝幸 - 元プロ野球選手
- 保坂英二 - 元日本ハムファイターズ投手
- 竹田光訓 - 元大洋ホエールズ投手、明大卒
- 高橋郁雄 - 元プロ野球選手
- 林龍郎 - 元社会人野球選手
- 田端信成 - 元Jリーガー
- 増位山太志郎 - 元大相撲力士・歌手 ※中退
- 金野潤 - 柔道家
- 渋谷恒男 - 柔道家
- 渡辺司 - プロゴルファー
- 三井梨紗子 - ロンドンオリンピックシンクロナイズドスイミング日本代表(団体)
- 石川直生 - 元キックボクサー(元スーパーフェザー級チャンピオン)

### 芸能・メディア
- 大橋巨泉 - タレント・司会者
- 海野かつを - 俳優・コメディアン
- 松崎しげる - 日高富明と日本大学藝術学部まで同期。大学生の時、「ミルク」というバンドで活動を共にした。
- 本仮屋ユイカ - 女優
- 松尾美佑 - 乃木坂46
- 渡辺隆（錦鯉）
- 日高富明 - ミュージシャン。「ガロ」のギタリスト兼ボーカリスト。松崎しげると大学まで同期。
- 内田流果 - 俳優
- 昔昔亭桃之助 - 落語家
- 会一太郎（三遊亭一太郎） - 落語家・声優
- マコト (ドラムンベース)
- Drレオン - 奇術師
- ATSUxKICK - ミュージシャン。「QUICKDEAD」のギタリスト兼ボーカリスト。
- 福島幸雄 - 元NHKアナウンサー
- 新井正人 - シンガーソングライター。元「パル」ボーカル、作曲家
- 静海 - ミュージシャン。元「蜉蝣」ドラマー、作曲、編曲者

### 文化
- ちばてつや - 漫画家
- 牧太郎 - ジャーナリスト
- 湯浅篤 - 作曲家
- 白石安男 - 医学者
- 鈴木志郎康 - 詩人
- 畑山博 - 小説家
- 斎藤高順 - 作曲家

### その他
- 福本亜細亜 - 実業家、元葛飾区議
- 内海昇 - テレビプロデューサー・ディレクター

## 関連団体
- 同窓会：設立は1922年（大正11年）。学校の歴史は古く多くの卒業生を送り出している。
- 後援会：1938年（昭和13年）日本大学中学校後援会が発足。教育事業を援助し学校と家庭との連携を図ることを目的としている。初代会長は校長の荒川五郎、それ以降は父兄側から会長が選出されることになった。
- 父母の会：1982年（昭和57年）に発足。在学する生徒の保護者をもって構成し、学校と父母あるいは後援会等との協力を図り学校環境への支援や部活の援助等通じて学校教育の理解を深めその成果向上と発展に寄与することを目的としている。文化祭では伝統の模擬店を出店し毎年好評を得ている。